# Krupka
Krupka település Csehországban, Teplicei járásban. Krupka Proboštov, Modlany, Srbice, Dubí, Teplice, Přestanov, Chabařovice, Chlumec, Telnice és Altenberg településekkel határos. Lakosainak száma 12 779 fő (2024. január 1.).

## Népesség
A település lakosságának változását az alábbi diagram mutatja:
| Lakosok száma | 8582 | 13 952 | 14 507 | 9059 | 9336 | 13 147 | 12 955 | 12 624 | 12 106 | 12 779 |
|               | 1869 | 1900   | 1921   | 1961 | 1980 | 2011   | 2016   | 2019   | 2021   | 2024   |